# Donauufer Autobahn
De Donauufer Autobahn is een snelweg gelegen in Oostenrijk. De weg voert vanaf het knooppunt Kaisermühlen tot aan de A23 bij Stockerau. Volgens de planning moet het 33,6 kilometer lange traject aan het einde van 2007 volledig verbreed zijn tot zes rijbanen. De weg loopt door twee bondslanden, namelijk Wenen & Neder-Oostenrijk.

## Bijzonderheden
- Vanuit milieuoogpunt is een groot deel van A22 door Wenen in tunnels aangelegd.
- De A22 is de eerste snelweg in Oostenrijk die door middel van het systeem Section-Control (Trajectcontrole) de snelheid van weggebruikers in de Kaisermühlentunnel continu in de gaten kan houden.

Autobahnen: A1 · A2 · A3 · A4 · A5 · A6 · A7 · A8 · A9 · A10 · A11 · A12 · A13 · A14 · A21 · A22 · A23 · A24 · A25 · A26
Schnellstraßen: S1 · S2 · S3 · S4 · S5 · S6 · S7 · S8 · S10 · S16 · S18 · S31 · S33 · S34 · S35 · S36 · S37